# Евтаназія тварин
Евтаназія буквально означає «добру смерть», а евтаназія для тварин — міри зі швидкісного та в ідеалі безболісного переривання біологічних процесів в організмі. Через велику кількість небажаних, бродячих чи невиліковно хворих тварин іноді найгуманнішим рішенням, яке може прийняти власник, або працівник притулку чи влади є — проведення евтаназії. Американська ветеринарна медична асоціація (AVMA) та Товариство за гуманне поводження з тваринами в США закликають до проведення евтаназії шляхом введення внутрішньовенної ін'єкції пентобарбіталу, називаючи такий метод — «найдобрішим та найспівчутливішим». Сама ідея евтаназії тварин, а також методи її проведення не є загальноприйнятою і тому викликає періодичні дискусії в суспільстві. Наприклад, використання евтаназії в програмах контролю собачої популяції, як правило, викликає суперечки та неправильне тлумачення критеріїв, рекомендованих різними установами. Загалом суспільство рішуче виступає проти евтаназії та засуджує уряди, які використовують цю стратегію як засіб контролю за популяцією собак. Евтаназія є лише так званим «тимчасовим засобом для лікування симптомів», а не причин проблеми перенаселення певних видів і повинна бути останнім ресурсом, який слід використати. Ситуація, коли здорову тварину потрібно вбити задля підтримання балансу кількості популяції наражається на ряд проблем з етичної точки зору.

## Опис
Тварини завжди були і залишаються важливою частиною в житті людини. У Стародавньому Єгипті собак та котів утримували як домашніх тварин, разом з мавпами, соколами, левами та іншими видами. Як і сьогодні, собаки «вважалися дуже важливими членами домашнього господарства» і через те регулярно піддавалися похованню разом з померлими власниками. Разом з тим слово «евтаназія» походить з грецької мови і означає «добру смерть» і означає акт вбивства смертельно хворої або безнадійно пораненої особи або тварини, використовуючи гуманний, безболісний метод з причин милосердя. Тоді як евтаназія людей історично заборонялася, евтаназія тварин не є явищем сьогодення, а проводилася протягом багатьох століть. Незважаючи на те, що кількість випадків евтаназії тварин в цілому все ще висока, евтаназія собак та котів істотно знижується з 1970 року. Точну кількість тварин, що піддаються цій мірі важко визначити, оскільки притулки для тварин не зобов'язані вести статистику щодо таких випадків, тому цифри часто базуються на добровільних опитуваннях проведених у притулках.
Починаючи з 1963 року AVMA почала скликати колегію з евтаназії (англ. Panel on Euthanasia) щоб оцінити засоби та потенційні методи евтаназії з метою створення настанов для ветеринарів, які здійснюють або контролюють цей процес над тваринами. Видання 1963 року містило обмежений перелік методів та рекомендацій, що застосовуються до собак, котів та інших дрібних ссавців. Подальші видання були опубліковано у 1972 та 1978 роках і вони вже охоплювали більше методів та видів (лабораторних тварин та харчових тварин відповідно) та включало додаткову інформацію про фізіологічні та поведінкові реакції тварин на евтаназію (зокрема, біль, стрес та страждання), вплив евтаназії на спостерігачів, економічну доцільність та вплив різних підходів на навколишнє середовище. У 1986 році було включено інформація про холоднокровних, водяних та хутряних представників дикої природи; в 1993 році доповнили рекомендаціями відносно коней та диких тварин; а в 2000 році акцентували необхідність більш глибшого дослідження підходів для реалізації депопуляції. У 2007 році Комітет захисту тварин при AVMA систематизував інформацію та випустив «Посібника AVMA з евтаназії» (англ. AVMA Guidelines on Euthanasia). Досвід систематичного використання раніше прийнятих посібників призвів до прийняття в 2013 році «Посібника AVMA з евтаназії тварин 2013 року» (англ. AVMA Guidelines for the Euthanasia of Animals 2013). Документ містив суттєво розширену інформаційну базу, включаючи відомості про постраждалих видів та середовище, в яких реалізовується евтаназія. Публікація такого документу стала можливою завдяки трирічній праці більше ніж 60 осіб, включаючи ветеринарів, вчених, біхевіористів, психологів та спеціалістів з тваринної етики. Останні десятиліття відмічається позитивна зміна в зменшенні кількості утримуваних тварин, а також частки, що піддаються евтаназії (з 83. 4 % евтаназії тварин вступили в 1993 році, до 47,2 % в 2001 році). Це зниження є прикладом покращення проблеми бродячих тварин, а також позитивних змін у відносинах із урядами, засобами масової інформації, організаціями захисту тварин з однієї сторони та суспільством з іншої.
Лише на прикладі проблеми бродячих собак Всесвітня організація охорони здоров'я нагається донести до суспільства нагальність та практичну необхідність використання евтаназії в особливих умовах. За її підрахунками 75 % світової популяції собак — бродячі. Управління ними являє собою проблему в багатьох країнах і має серйозні наслідки для громадського здоров'я та добробуту самих тварин. Стратегії контролю над перенаселенням бродячих собак включають в себе виконання законів, просвітницьку діяльність для власників та стерилізацію домашніх тварин. Програми боротьби з собаками широко використовуються в більшості розвинених країн. У менш розвинених країнах програма боротьби з собаками відсутня або ж являє собою варварські методи вбивства, включаючи отруєні приманки та відстріл. Масові вбивства собак характерні для таких країн, як Індія, де історично знищення собак ототожнюється з мірами по попередженню спалаху сказу. Ця країна має найбільшу кількість бродячих собак в світі, що обумовлене величезною кількістю залишків їжі та відсутність послідовних державних програм контролю за популяцією. Як наслідок, загальний стан здоров'я бродячих собак поганий, стан тіла та шкірних покривів незадовільний та заражений кліщами

## Процес евтаназії

### Показання
Доктор ветеринарних наук, професор магістратури Університету штату Айова в США Дж. К. Ширер наголошує, що втрата продуктивних функцій внаслідок захворювання або травми тварин призводить щонайменше до двох варіантів: забій або евтаназія. Він рекомендує своїм студентам та іншим ветеринарам розглядати забій лише для випадків коли тварини не відчувають сильного болю, вільно стоять і гуляють, здатні витримати транспортування, не мають хвороб чи не знаходяться на лікуванні і які можуть становити загрозу для здоров'я населення. Евтаназію ж потрібно застосовувати лише тоді, коли вищезгадані умови не можуть бути. Було розроблено наступні рекомендації для відповідальних осіб у вигляді пунктів, наявність яких вимагає прийняття позитивного рішення про застосування евтаназії:

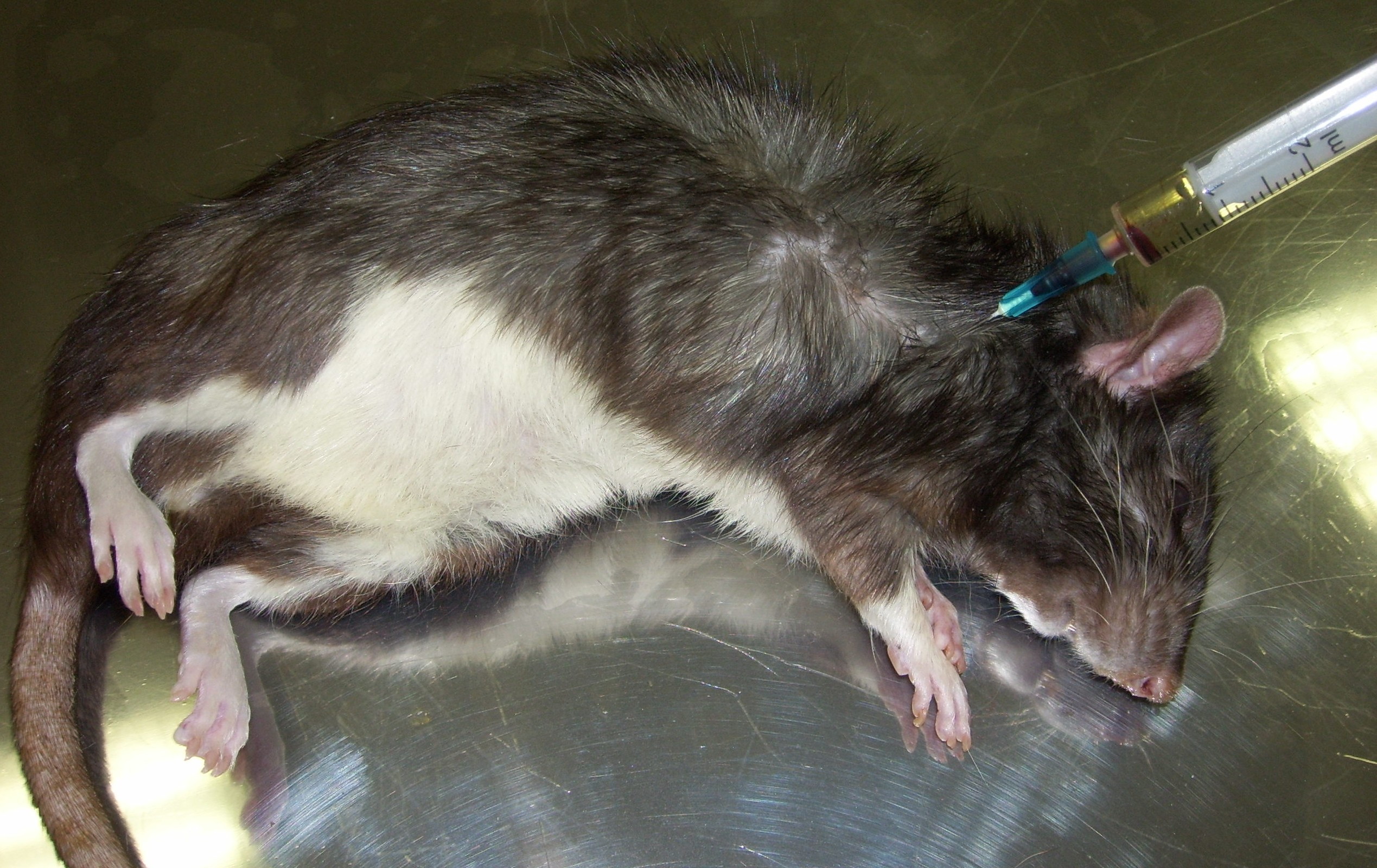
Евтаназія шляхом ін'єкції

- переломи ніг, стегна або хребта, які не підлягають лікуванню, призводять до нерухомості або неможливості стояти та пересуватися;
- невідкладні медичні стани, які призводять до страждання через біль, який не може бути полегшений лікуванням;
- знесилення та / або виснаження від хвороби чи каліцтва, що може призвести до того, що тварина буде занадто слабкою;
- параліч від травматичних ушкоджень або захворювання, які призводять до нерухомості;
- розширені захворювання очей (наприклад, лімфома або рак ока у великої рогатої худоби);
- захворювання при яких вартість лікування є непомірною;
- захворювання, при яких не відомо ефективного лікування (наприклад, паратуберкульоз[en] у жуйних тварин);
- підозри на сказ у тварин там, а також там, де є значна загроза здоров'ю людини[8][9]

### Методи
Згідно з рекомендацій тваринноохоронних організацій на сьогодні ін'єкція пентобарбіталу натрію, що проводиться навченим фахівцем, є найдобрішим та найспівчутливішим методом евтанізії тварин. Разом з тим існують непоодинокі випадки коли муніципальними чиновниками приймаються рішення про використання неприйнятних та жорстоких методів, таких як вогнепальний відстріл чи отруєння. В деяких країнах притулки для тварин досі використовують застарілі газові камери для вбивства тварин, які не знайшли нових власників чи невиліковно хворі. Попри будь-які аргументи прихильників такого методу, навіть «найкращі» газові камери можуть піддавати тварин жаху через споглядання того, як інші страждають від судом і м'язових спазмів і повільно гинуть від задухи. Активісти відмічають, що незважаючи на розвинутість країни в США все ще використовуються такі засоби вбивства тварин, як використання електричного струму або декомпресійні камери. Згідно з рекомендаціями «Посібника AVMA з евтаназії тварин 2013 року» дозволеними та гуманними визнані наступні методи та засоби для евтаназії тварин:

#### Інгаляційні речовини (Inhaled Agents)
інгаляційні анестетики (речовини, що можуть бути доставлені в тіло тварини шляхом вдихання):
- ефір;
- галотан[en];
- метоксифлуран;
- ізофлуран;
- севофлуран;
- десфлуран[en];
- енфлюран[en];
- монооксид вуглецю;

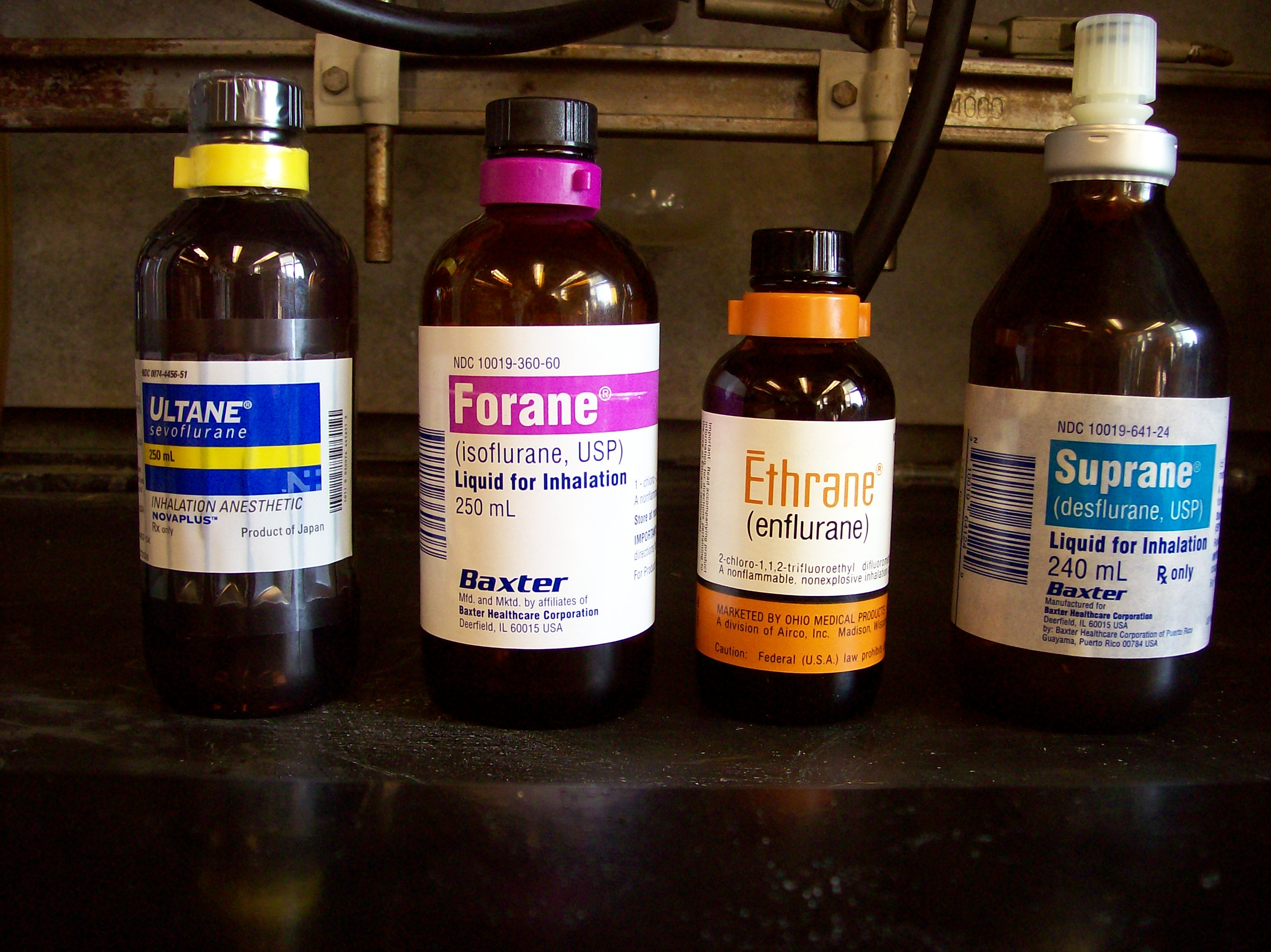
Набір інгаліційних речовин

- Схема нанесення пострілу з пневматичного пістолета нітроген,
- аргон;
- діоксид вуглецю.

Неінгалідовані речовини
- барбітурати;

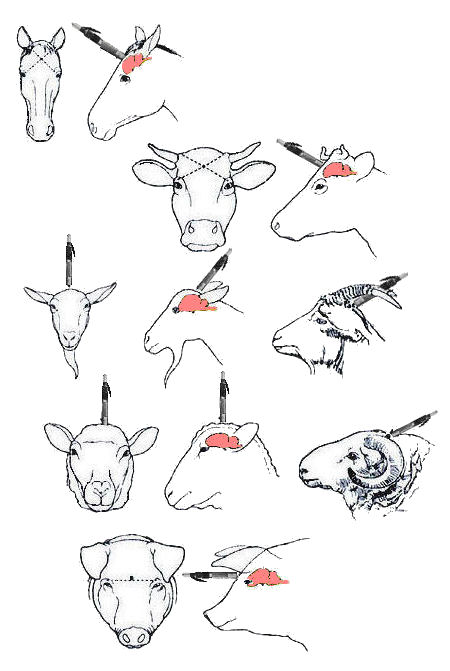
Схема нанесення пострілу з пневматичного пістолета

- пентобарбітал натрію з місцевим знеболюючим засобом;
- фенітоїн;
- етанол;
- ембутрамід[en];
- T-61 (розчин, що складається з комбінації ембутраміду, мебезодіуму йодиду (C19H40I2N2) та гідрохлориду тетракаїну);
- хлоральгідрат;
- хлоралоз[en];
- трикаїн мезилат[en];
- бензокаїн гідрохлорид (C9H12ClNO2);

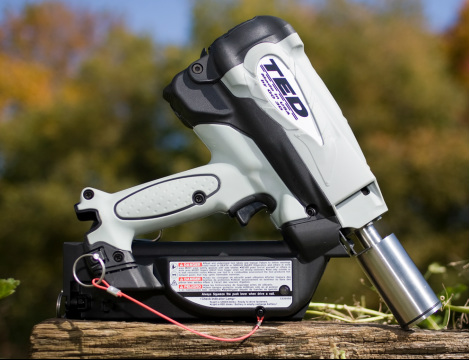
Пневматичний пістолет для оглушення тварин перед забоєм

- масло гвоздики;
- Пневматичний пістолет для оглушення тварин перед забоємізоєвгенол[en];
- феноксіетанол[en] та інші.

#### фізичні методи
- пневматичний пістолет з висувним ударним стрижнем[en];
- вогнепальний постріл;
- пошкодження[en] спинного мозку шляхом вивхнення шийного відділу хребта;
- обезголовлювання;
- електричний струм;
- мікрохвильове опромінення;
- грудне стиснення;
- кровопускання та інші[4][10]

## Приклади країн світу

### Мексика
У Мексиці існує ряд законів про захист прав тварин. Серед них вирізняється NOM-042-SSA2-2006 який регулює порядок боротьби з бродячими тваринами, а також методи скорочення популяції. Попри те, по всій країні відмічаються випадки масового вбивства собак та котів варварським способом, що викликає обурення та засудження суспільством. Наприклад, мерія міста Тлаксіако для розв'язання проблеми бродячих тварин найняла групу чоловіків у чорних капюшонам які за допомогою мачете здійснили напад більше ніж на 30 собак та котів. Небайдужим людям та захисникам тварин вдалося врятувати лише 12 з них, інші померли внаслідок втрати ампутованих кінцівок та від больового шоку через тяжкі колоті рани.

### Велика Британія
- Див. також: Британський холокост тварин

Закон про добробут тварин 2006 року (який застосовується в Англії та Уельсі), Закон про охорону здоров'я та добробут тварин 2006 року (Шотландія) та Закон про добробут тварин (англ. Welfare of Animals Act, Північна Ірландія) від 2011 року регулюють порядок забезпечення добробуту тварин. Для тварин, які перебувають у біді, у цих актах немає положень, які б прямо уповноважували ветеринарного лікаря знищувати тварину. Право знищувати тварину або організовувати її знищення покладаються на інспектора (який може бути призначений місцевою владою) або констебля. Ветеринарного лікаря можна попросити засвідчити, що стан тварини такий, що потребує її знищення у певних інтересах. Інспектор чи констебль можуть діяти без ветеринарного засвідчення, якщо немає розумної альтернативи евтаназії. Право застосовувати знищення до «небезпечних собак» (евтаназію) мають історично давнішне підґрунтя і базувалося на наступних законах: Законів про собак 1871 та 1906 років, Закону про боротьбу з собаками 1966 року, Законів про небезпечних собак 1989 та 1991 років, Закону про небезпечних собак (з поправками) 1997 року та Наказу про небезпечних собак від 1991 року (Північна Ірландія). Певні особливості існують при застосуванні евтаназії до спортивних тварин (коней, собак). За несприятливих обставин ветеринарний лікар, який просить знищити тварину, повинен, якщо не існує справжньої загрози безпеці людини, вимагати письмового та підписаного розпорядження у одного з відповідних законодавчих органів країни. Додатково слід отримати висновок про доцільність проведення евтаназії у більш професійного колеги. Вищезгадана процедура регулюється положеннями Британського органу з конярства (англ. British Horseracing Authority Rules of Racing), Посібника з перегонів (англ. Race Manual, Правило 81) та Ветеринарного регламенту FEI (англ. FEI Veterinary Regulations, Стаття 1009.17).

### США
Законодавчий орган США у своїй діяльності звертається за рекомендаціями до Американської ветеринарної медичної асоціації (AVMA). Дозвіл на поводження та зберігання хімічних речовин, необхідних для реалізації евтаназії є обов'язковим. Такі вимоги щодо дозволу стосуються не лише ветеринарних клінік, а й притулків для тварин, органів боротьби за права тварин та зоозахисних товариств. Деякі штати вимагають, щоб серед персоналу для отримання дозволу був або ліцензований ветеринар, або сертифікований фахівець з евтаназії. Вказівки AVMA щодо евтаназії все ще дозволяють використовувати газові камери для евтаназії тварин, але виключно за певних обставин. В даний час двадцять три штати з п'ятдесяти законодавчо не мають заборони використовувати газові камери для евтаназії собак або котів. Згідно з рекомендаціями AVMA також засуджують використання побутової хімії, мийними засобів, дезінфекційних засобів або пестицидів для евтаназії, а також піддання тварин переохолодженню та утопленню.

### Канада
Канадська ветеринарна медична асоціація (CVMA) вважає, що при проведенні евтаназії тварин смерть повинна бути швидкою, а використовуємий метод має викликати найменші можливі болі та страждання. Найбільш доцільний метод евтаназії застосовується в залежності від видів тварин, віку, ваги, темпераменту та стану здоров'я. CVMA солідарна зі своїми американськими колегами з AVMA і вважають проведення евтаназії шляхом введення внутрішньовенної ін'єкції пентобарбіталу — найбільш оптимальною. CVMA вважає, що евтаназія не є єдиним засобом контролю численності популяції тварин, але визнає, що евтаназія все ще необхідна небажаним тваринам, яких не можна розмістити в нових притулках або знайти господаря. Разом з тим визнається, що деякі притулки все ще звертаються до методу ін'єкції T-61 (розчин, що складається з комбінації ембутраміду, мебезодіуму йодиду (C19H40I2N2) та газових камер, однак така практика піддається засудженню. Згідна з CVMA й інша канадська організація — Канадської ради з питань догляду за тваринами (CCAC). Вона наголошує, що «гуманне вбивство тварин вимагає знань, майстерності, поваги до тварини та розумінню багатьох факторів, які є частиною вибору гуманного методу вбивства. Основні принципи гуманного методу вбивства тварини вимагають, щоб було дуже швидке (негайне) введення в стан непритомності і подальша смерть, що не повинно супроводжуватися болем чи стражданням».

## Реакція в суспільстві
Нейтральну так би мовити позицію зайняла Католицька церква прямо не осуджуючи, але й не виражаючи підтримки евтаназії тварин. У відповідь на питання "чи допускає церква евтаназію, щоб люди, які страждають, могли бути «позбавлені свого нещастя» вона надає наступну відповідь: "Церква дбає про полегшення страждань людей Божих у світі. Однак вона також визнає, що страждання є невідворотним аспектом життя і що це страждання врешті-решт об'єднує нас із Богом і допомагає нам бачити нашу чисту залежність від його. Через це деякі критики стверджують, що Церква жорстока, оскільки без евтаназії ми залишаємо тварин, таких як собаки та коти «в біді». Разом з тим більшість тварин піддається евтаназії не тому, що вони невиліковно страждають, а тому, що їх власники вважають їх лікування занадто дорогим, а отже безглуздим.

### Прихильники
Робін Харгрівз (англ. Robin Hargreaves), старший віцепрезидент Британської асоціації ветеринарів вважає, що евтаназія тварин «не є чимось особливим і є лише одним із аспектів роботи, якими особисто він — насолоджується. Насолоду йому приносить усвідомлення того, що він звільняє тварин від страждання. Евтаназією він приносить більше добра ніж ті лікарі, які намагаються допомогти невиліковно хворим тваринам».
Старший віцепрезидент організації Люди за етичне ставлення до тварин (PETA) та керівник відділу розслідування жорстокості Дафна Нахіміновіч (англ. Daphna Nachminovitch) не заперечує, що переважна більшість тварин, які перебувають під захистом PETA, щорічно піддаються евтаназії.

### Критики
Дослідження, що були проведені в Австралії та США свідчать про те, що протягом своєї кар'єри ветеринарам доводиться декілька разів на день проводити евтаназію. Для ветеринарів, які працюють з притулків для тварин цей показник значно більший. У 2011 році Королівське товариство захисту тварин від жорстокого поводження (RSPCA) звітувало про те, що 44 відсотки тварин, яких вони взяли під опіку довелося піддати евтаназії. Ця заява викликала шквал критики у суспільстві і після цього RSPCA припинила публікувати статистику. Дослідники припускають, що з роками частка тварин, що піддаються евтаназії зростає і підтвердженням цьому є той факт, що в 2014 році RSPCA взяли під опіку 128 209 тварини, а знайшли нових власників лише 53 263. Іншою стороною реалізації евтаназії є стрес з яким стикаються відповідальні за цей процес особи. У дослідженні 2012 року було встановлено, що третина студентів-ветеринарів пережила тяжку депресію, а в цілому ветеринари в три-чотири рази частіше скоюють самогубство у порівнянні з лікарями. Доктор Роузі Аллістер (англ. Rosie Allister), яка досліджує психічне здоров'я та добробут у студентів-ветеринарів Единбурзького університету відмічає наступне. Навіть ті ветеринари, які проводять свою кар'єру, займаючись тваринами, народженими на забій для споживання людиною, страждають від глибокої депресії, що викликана необхідністю у масовому вбивстві тварин під час спалахів епідемії ящуру або чуми. Різні дослідження протягом багатьох років свідчать про те, що ветеринари які проводять евтаназію можуть страждати від таких симптомів, як депресія, високий кров'яний тиск, зловживання наркотиками, поганий сон, емоційне оніміння та періодичні, тривожні спогади.